# Carl Paal
Carl Ludwig Paal (Salisburgo, 1869 – Salisburgo, 1935) è stato un chimico tedesco.
Allievo di Adolf von Baeyer, fu insegnante a Lipsia.
Si occupò di chimica organica e condusse approfonditi studi su idrogenazione catalitica e composti eterociclici.